# Distretto di Münster (Stoccarda)
Il distretto di Münster è un distretto di Stoccarda.